# Reverso (instrumente lingvistice)
Reverso este o companie franceză specializată în instrumente lingvistice⁠(d) bazate pe inteligență artificială, instrumente de traducere și servicii lingvistice⁠(d). Printre acestea se numără traducerea online bazată pe traducere automată neuronală (NMT), dicționare contextuale, concordanțe bilingve online, instrumente de verificare gramaticală⁠(d) și ortografică⁠(d) și de conjugare.

## Istorie
Reverso activează din 1998, cu scopul de a furniza traduceri online și instrumente lingvistice pentru piețele corporative și de masă.
În 2013 a lansat Reverso Context, un dicționar bilingv bazat pe big data și algoritmi de învățare automată.
În 2016, Reverso a achiziționat Fleex, un serviciu pentru învățarea limbii engleze prin intermediul filmelor subtitrate. Bazat pe conținut de la Netflix, Fleex s-a extins pentru a include și conținut video de la YouTube, TED Talks și fișiere video personalizate.
În 2018, a lansat o nouă aplicație mobilă, care combină traducerile și activitățile de învățare.
În februarie 2018, s-a raportat că unele traduceri de pe site-ul web de traduceri Reverso au returnat rezultate antisemite, cum ar fi „Much nicer” care a returnat „Dachau was much nicer than Auschwitz”. Aceste rezultate au determinat Liga Internațională împotriva Rasismului și Antisemitismului⁠(d) să amenințe Reverso cu acțiuni în justiție. Reverso a răspuns pe Twitter că conținutul controversat va fi eliminat.

## Servicii
Suita de servicii lingvistice online Reverso are peste 96 de milioane de utilizatori și cuprinde diverse tipuri de aplicații web și instrumente pentru traducerea și învățarea limbilor⁠(d). Instrumentele sale sunt compatibile cu numeroase limbi, inclusiv arabă, chineză, engleză, franceză, ebraică, spaniolă, italiană, turcă, ucraineană și rusă.
De la înființarea sa, Reverso a furnizat instrumente de traducere automată pentru traducerea automată a textelor în diferite limbi, inclusiv traducerea automată neuronală.
Reverso Context este o aplicație online și mobilă care combină big data din corpusuri multilingve mari pentru a permite utilizatorilor să caute traduceri în context. Aceste texte provin în principal din filme, cărți și documente guvernamentale, permițând utilizatorilor să vadă utilizări idiomatice ale traducerilor, precum și sinonime și rezultate vocale. Aplicația Reverso Context oferă, de asemenea, caracteristici de învățare a limbilor străine, cum ar fi flashcard-uri bazate pe cuvinte din propoziții de exemplu. Reverso a lansat, de asemenea, extensii de browser pentru Chrome și Firefox pentru a încorpora caracteristici ale Reverso Context în navigarea pe web.
Site-ul Reverso oferă, de asemenea, dicționare bilingve⁠(d) colaborative între diferite perechi de limbi, care utilizează crowdsourcing pentru a permite utilizatorilor să trimită noi intrări și să ofere feedback. De asemenea, are instrumente pentru conjugarea verbelor în diferite limbi, instrumente de verificare a ortografiei și ghiduri gramaticale multilingve scrise pentru cei care învață limbi străine.
Serviciul Reverso Documents traduce documente și site-uri web păstrând aspectul acestora.